# Leschelle
Leschelle – miejscowość i gmina we Francji, w regionie Hauts-de-France, w departamencie Aisne.
Według danych na styczeń 2014 roku gminę zamieszkiwały 303 osoby, a gęstość zaludnienia wynosiła 20,6 osób/km².